# Episemasia solitaria
Episemasia solitaria är en fjärilsart som beskrevs av Walker 1861. Episemasia solitaria ingår i släktet Episemasia och familjen mätare. Inga underarter finns listade i Catalogue of Life.